# Dia (cantora)
Kim Ji-eun (hangul: 김지은; hanja: 金篪殷; nascida em 12 de junho de 1992), mais conhecida pelo nome artístico Dia (hangul: 디아; estilizado como DIA), é uma cantora sul-coreana. Ela foi integrante do extinto girl group Kiss & Cry.
Dia tem colaborado com muitos artistas, incluindo IU, The Black, D'Nine, H-Eugene, PD Blue entre outros.

## Discografia

### Singles
- KNOCK (Special Edition)
- 이젠 안녕(Goodbye Now)
- 혼자서 (Alone)
- Love Step
- Secret
- Wedding
- 이별, Pt. 1
- La Ta Ta (라따따)
- La Ta Ta (라따따)[Special Edition]

### Mini-álbuns digitais
- 0 [kæret]
- 0.5 [kæret]
- 울어도 울어도 (Cry Cry)
- Luxury Edition

### Álbuns
- My Story [1 kæret]

### Colaborações em singles digitais
- 사계절 정원 (Four Seasons Garden)
- 이별후회 (Regret)
- 사랑한단말이야 (My Soo)
- 너에게 난 나에게 넌... (You & I, I & You...)

## Controvérsia
Dia foi mal compreendida como uma imitadora de Bom do 2NE1, devido à sua aparência semelhante e capacidade vocal. Dia sentiu-se magoada depois de muitas pessoas terem lhe criticado. Ela declarou que gostaria de conhecer Bom e agradecê-la, e também afirmou que ela quer mostrar seus próprios estilos e capacidades.

## Vida pessoal
Dia frequentou a Escola Secundária Sangok. Ela atualmente frequenta o Instituto de Artes de Seul.

## Prêmios
- 2008 : Chupung Ryeon Song Festival Award (em Yeongdong)
- 2008 : Youth Song Festival Daesang Award
- 2008 : Incheon Bupyeong Award Daesang
- 2008 : Gold Dongseongro Song Festival Award (em Daegu)
- 2008 : Gold Pohang Beach Song Festival Award
- 2008 : The Revenge Song Festival Silver Award (em Ulsan)